# U-1010
U-1010 – niemiecki okręt podwodny (U-Boot) typu VII C/41 z okresu II wojny światowej. Okręt wszedł do służby w 1944 roku.

## Historia
Wcielony do 31. Flotylli U-Bootów celem szkolenia załogi, od kwietnia 1945 roku w 11. Flotylli jako jednostka bojowa.
U-1010 odbył jeden patrol bojowy, podczas którego nie zatopił żadnej jednostki przeciwnika.
Poddany 14 maja 1945 w Loch Eriboll (Szkocja).
Zatopiony 7 stycznia 1946 roku w ramach operacji Deadlight ogniem artyleryjskim polskiego niszczyciela ORP „Garland”.